# 994
994 كانت سنة بسيطة تبدأ يوم الإثنين حسب التقويم اليولياني.

## أحداث

### حسب المكان

#### الإمبراطورية البيزنطية
15 سبتمبر

#### أوروبا
23 يونيو، عصر الفايكنج
سبتمبر

## مواليد
- أبو بكر البيهقي
- علي بن حزم الأندلسي

## وفيات
- ابن جلجل